# Stanisław Sulowski
Stanisław Jan Sulowski (ur. 27 marca 1952 w Zamościu) – polski politolog, profesor nauk społecznych, profesor Uniwersytetu Warszawskiego, w latach 2016–2020 dziekan Wydziału Nauk Politycznych i Studiów Międzynarodowych UW.

## Życiorys
W 1975 ukończył studia na Wydziale Dziennikarstwa i Nauk Politycznych Uniwersytetu Warszawskiego. W 1981 uzyskał stopień doktora nauk humanistycznych. W 2003 habilitował się w zakresie nauk politycznych, w 2005 mianowano go profesorem nadzwyczajnym UW. 14 listopada 2018 otrzymał tytuł naukowy profesora w zakresie nauk społecznych.
W latach 2005–2016 był dyrektorem Instytutu Nauk Politycznych Wydziału Dziennikarstwa i Nauk Politycznych; wcześniej był zastępcą dyrektora (1999–2005). Wraz z początkiem roku akademickiego 2016/2017 został dziekanem nowo utworzonego Wydziału Nauk Politycznych i Studiów Międzynarodowych UW a stanowisko to pełnił do końca kadencji w 2020.
Członek rady programowej Centre Français de Berlin w Berlinie. Zastępca redaktora naczelnego „Przeglądu Europejskiego”. Członek Rady Redakcyjnej „Przeglądu Stosunków Międzynarodowych”. Członek zespołu Uczelnianej Komisji Akredytacyjnej i ekspert Państwowej Komisji Akredytacyjnej. W 2011 został członkiem Komitetu Nauk Politycznych Polskiej Akademii Nauk.
W latach 1991–1995 pracował w konsulacie RP w Hamburgu. Prowadził zajęcia na Akademii Pedagogiki Specjalnej.

## Zainteresowania badawcze
- problematyka niemiecka
- stosunki polsko-niemieckie
- polityka zagraniczna Niemiec
- teoria państwa i polityki
- badania międzynarodowej wymiany młodzieży
- integracja europejska

## Dydaktyka
- Wstęp do nauki o państwie i polityce
- Konflikt, normalizacja i pojednanie w stosunkach Polska–Niemcy
- Deutsch – Polnische Beziehungen nach dem II Welt Krieg: Konflikte, Normalisierung, Zusammenarbeit
- Socjologia polityki
- Uwarunkowania i główne kierunki polityki zagranicznej RFN
- Polityka europejska Republiki Federalnej Niemiec

## Publikacje
- Leksykon Pokoju (praca zbiorowa). Warszawa, 1987